# 8749 Beatles
8749 Beatles è un asteroide della fascia principale. Scoperto nel 1998, presenta un'orbita caratterizzata da un semiasse maggiore pari a 2,2541070 UA e da un'eccentricità di 0,1888261, inclinata di 3,36500° rispetto all'eclittica.